# Mike Eerdhuijzen
Mike Eerdhuijzen, né le 13 juillet 2000 à Volendam aux Pays-Bas, est un footballeur néerlandais qui évolue au poste de défenseur central au FC Utrecht.

## Biographie

### En club
Né à Volendam aux Pays-Bas, Mike Eerdhuijzen est formé par le club local du FC Volendam.
Eerdhuijzen inscrit son premier but en professionnel le 9 janvier 2022, lors d'une rencontre de championnat face au SC Telstar. Titulaire, il marque de la tête sur un service de Daryl van Mieghem et son équipe s'impose par deux buts à un,.
Lors de l'été 2022, Mike Eerdhuijzen rejoint le Sparta Rotterdam. Il rejoint librement le club alors que son contrat prend fin, et le transfert est annoncé dès le 31 janvier 2022.
C'est avec ce club qu'il joue son premier match d'Eredivisie, l'élite du football néerlandais, le 5 août 2022 face au SC Heerenveen. Il est titularisé et les deux équipes se neutralisent (0-0).
Lors de l'été 2024, Eerdhuijzen est proche d'un transfert à Birmingham City, le joueur se déplaçant en Angleterre pour y signer son contrat. Mais finalement le transfert n'a pas abouti, sans que les raisons ne soient révélées.
Mike Eerdhuijzen quitte finalement le Sparta lors de l'été 2025 pour rejoindre le FC Utrecht. Le transfert est officialisé dès le 19 mai 2025 et il signe un contrat de quatre ans, soit jusqu'en juin 2029.

### En sélection
Mike Eerdhuijzen compte une sélection avec l'équipe des Pays-Bas des moins de 20 ans, obtenue le 15 novembre 2018 contre la Suisse. Il entre en jeu à la place de Shaquille Pinas et son équipe l'emporte par trois buts à un,.